# FATE or FORTUNE-Live at BUDOKAN-
『FATE or FORTUNE -Live at BUDOKAN-』（フェイト オア フォーチュン ライブ アット ぶどうかん）は日本のバンド、Janne Da Arcのライブビデオ。2001年3月28日発売。発売元はcutting edge。

## 解説
2000年12月11日から行われた、「FATE or FORTUNE」ツアー最終公演の模様を収録。「child vision 〜絵本の中の綺麗な魔女〜」ではマルチアングル機能がついている。
11曲目の「-S-」、13曲目の「Escape」は2013年現在もスタジオ音源化されていない。 (「-S-」はシングル「NEO VENUS」のc/wにこのライヴの音源が収録されている。)

## 収録曲
1. seal
2. RED ZONE
3. child vision 〜絵本の中の綺麗な魔女〜
4. Lunatic Gate
5. Junky Walker
6. EDEN 〜君がいない〜
7. differ
8. Will 〜地図にない場所〜
9. Fantasia
10. Lady
11. -S-
12. Confusion
13. Escape
14. Mysterious
15. Vanity
16. Heaven's Place
17. Indies Medley
Labyrinth
FAKEイントロ
Hunting
More Deepイントロ
Speed
ICE
-R-TYPE「瞳の色」
Judgement 〜死神のKiss〜
18. Stare